# Aleksandr Moskalenko
Aleksandr Nikolajevitsj Moskalenko (Russisch: Александр Николаевич Москаленко) (District Brjoekchovetski, 4 november 1969) is een Oekraïens gymnast die uitkomt in de gymnastiekdiscipline trampolinespringen.
Moskalenko won tijdens de Olympische Zomerspelen 2000 de gouden medaille en vier jaar later de zilveren medaille.
Moskalenko is een veelvoudig wereldkampioen zowel individueel, synchroon als met het team.

## Resultaten

### Olympische Zomerspelen
| Jaar | Plaats | Resultaten         |
| ---- | ------ | ------------------ |
| 2000 | Sydney | trampolinespringen |
| 2004 | Athene | trampolinespringen |

### Wereldkampioenschappen
| Jaar | Plaats   | Resultaten                     |
| ---- | -------- | ------------------------------ |
| 1990 | Essen    | individueel · team · synchroon |
| 1992 | Auckland | individueel · team · synchroon |
| 1994 | Porto    | individueel · synchroon · team |
| 1998 | Sydney   | team                           |
| 1999 | Sun City | individueel · synchroon · team |
| 2001 | Odense   | individueel · synchroon · team |
| 2003 | Hannover | individueel · team             |

2000: Aleksandr Moskalenko ·
2004: Joeri Nikitin ·
2008: Lu Chunlong · 
2012: Dong Dong · 
2016: Vladsjislav Gantsjarov · 
2020: Ivan Litvinovitsj · 
2024: Ivan Litvinovitsj · 